# Кім (фільм, 1950)
Кім (англ. Kim) — американська пригодницька драма режисера Віктора Савілла 1950 року.

## Сюжет
1885 рік, Британія колонізує Індію. Кімбол О'Хара, просто хлопчик Кім, - наполовину британець наполовину індус, батько його помер багато років тому, так що він змушений жити з матір'ю індіанкою на вулицях Калькутти.
Цей хлопчина дуже спритний і хитрий. Завдяки цим якостям і зоровій пам'яті він стає найкращим Чола - помічником мандрівного Лами. Волею долі хлопчик потрапляє до полковника Крітону, який вербує його як юного слідопита і дає завдання виконати розвідувальну операцію у парі з професійним шпигуном Махбубом Алі.

## У ролях
- Еррол Флінн — Махбуб Алі
- Дін Стоквелл — Кім
- Пол Лукас — Лама
- Роберт Дуглас — полковник Крейтон
- Сесіл Келлауей — Харі-Чандар-Мукарджі
- Арнольд Мосс — Ларган-сахіб
- Реджинальд Оуен — отець Віктор
- Томас Гомес — емісар